# 有棘細胞癌
有棘細胞癌（ゆうきょくさいぼうがん、英語: squamous cell carcinoma、略称:SCC）は、皮膚癌の一つである。表皮細胞（理論的には、増殖能力を失った細胞である有棘細胞ではなく、表皮の幹細胞である基底細胞）から発生する。癌細胞自体は、有棘細胞に類似した形態に分化した姿のまま細胞分裂し増殖する。皮膚の扁平上皮癌と同義語である。

## 特徴
不整形の腫瘤を徐々に形成するが、潰瘍化すると特有の悪臭を放つ。基底膜を破壊しリンパ行性転移を起こしやすい。
なお、「有棘細胞癌」と「扁平上皮癌」はほぼ同義語であるが、皮膚科学領域では組織学的な名称との対応（基底細胞と基底細胞癌、有棘細胞と有棘細胞癌）から、有棘細胞癌の語が好まれる。
ただし、日本以外では扁平上皮癌と区別せずに呼称することが多い。たとえば英語圏ではprickle cell carcinomaではなくsquamous cell carcinomaと呼称する。

## 鑑別
皮膚の重層扁平上皮である表皮から発生する癌には他に、基底細胞癌が存在するが、基底細胞癌がほくろのような外見をするのに対して、有棘細胞癌は表面にびらんをもつ腫瘤を形成するので区別することができる。

## 前駆症
有棘細胞癌にはさまざまな前癌病変や前駆症が知られている。有棘細胞癌を生じやすい母地としては熱傷瘢痕、尋常性狼瘡、褥瘡、慢性放射線皮膚炎などが、前癌病変や早期病変としてはボーエン病 (Bowen病)、光線角化症、白板症、放射線角化症などが、有棘細胞癌を生じやすい全身状態としては色素性乾皮症、後天性免疫不全症候群、慢性砒素中毒などがある。
有棘細胞癌の表皮内癌（上皮内癌）をボーエン病 (Bowen病)という。自覚症状に乏しく疼痛も伴わないのが特徴である。

## 症状
丘疹や結節より始まり、増大するにつれ不整形の腫瘍となり、盛り上がる。中心部は壊死となり、潰瘍化する。そういう場合は悪臭を伴う。下部は底掘れ状態 (undermined) となる。通常痛みはない。進行は遅く、出血することもある。正常部との境界部はシャープである。
口唇を含み顔面、頭部や四肢先端の日光露出部に好発する。日光と関係ある有棘細胞癌は、その周囲に日光角化症（solar keratosis、光線角化症）や毛細管拡張がみられる。日光露出部以外の場所にも発生し、瘢痕癌や慢性放射線皮膚炎後の場合は、瘢痕ができてから数十年後に発生する。
有棘細胞癌は基底細胞癌に比べると転移する可能性は大きい。

## 原因
- 紫外線
- 慢性放射線皮膚炎
- 色素性乾皮症
- 尋常性狼瘡：結核性皮膚感染症である皮膚結核の一つ。
- 光線角化症
- ボーエン病
- 瘢痕特に熱傷瘢痕 可能性としては底部に骨がある頭部や摩擦しやすい四肢末端の切断端などである。

## 診断
診断は生検（組織検査）による。
有棘細胞癌の病理学所見はその組織検査の深さによって変化する。必要十分な広さや深さの検査が望まれる。

## 病理所見
病理学的所見として、典型的な場合は有棘細胞が癌化した癌細胞が認められる。それは胞巣 (nest) 構造を呈し、胞巣中心部は角質の形成を認める。これを癌真珠 (cancer pearl) という。しかし、角質形成程度により相違があり、角質形成が多い場合を高分化型扁平上皮癌、角質形成がない場合を低分化型扁平上皮癌という。高分化型扁平上皮癌は、細胞は角化性重層扁平上皮の性状をよく示し、実質胞巣の中央部に同じ円層状の癌真珠の形成が明らかである。低分化型扁平上皮癌は、異型性の強い紡錘形および多角形の細胞の増殖からなり棘細胞や角化細胞の性状を示すものは乏しい。

## 治療
転移を認めなければ手術によって切除するのが第一選択となる。所属リンパ節転移を認める場合は郭清術も施行する。血行性転移を起こした場合には放射線療法や化学療法が適応となる。ペプロマイシンや、シスプラチンとアドリアマイシンを併用したCA療法が有効である。米国では化学薬品を使ったMoh's surgeryも行われる。

## 予後
リンパ節転移も遠隔転移も認められなければ5年生存率は85%以上と予後良好で、所属リンパ節転移があっても65%程度であるが、遠隔転移を認める場合は10%程度と予後不良となる。